# در بند اروند
سریال هفت قسمتی دربند اروند که قصه یک نویسنده جوان را روایت می‌کند، در دهه فجر سال ۱۳۹۲ هر شب به جز پنجشنبه‌ و جمعه پخش شد.

## بازیگران
- حمید ابراهیمی
- بهرنگ علوی
- نفیسه روشن
- وحید شیخ‌زاده
- زهرا سعیدی
- رزیتا غفاری
- عمار تفتی